# Храм Иерусалимской иконы Божией Матери (Таганрог)
Храм Иерусалимской иконы Божией Матери — православный храм в Таганроге, построенный в 2004 году.

## История храма
Строительство храма началось в апреле 2000 года по благословлению Пантелеимона, архиепископа Ростовского и Новочеркасского.
В храмовой книге отражены имена людей, внёсших наибольший вклад в создание этой церкви. Одним из главных жертвователей стал генеральный директор Таганрогского морского торгового порта Виктор Мрозов.
25 октября 2004 года совершилась первая Божественная литургия.

## Архитектурные особенности
В архитектурном плане храм представляет собой одноглавый храм с куполом, выстроен в стиле древнерусского зодчества.

## Духовенство
- Настоятель храма — протоиерей Иоанн Кудрич
- Штатный священник храма — иерей Сергий Кудрич